# William Charles Macready

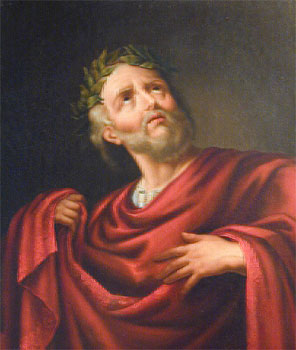
William Charles Macready

William Charles Macready (* 3. März 1793 in London; † 27. April 1873 in Cheltenham) war ein englischer Schauspieler.

## Leben
Macready war der Sohn eines Pächters mehrerer kleinerer Theater. Seine Schulbildung erhielt Macready an der Schule in Rugby. Anschließend sollte Macready an der Oxford University studieren. Durch finanzielle Schwierigkeiten seines Vaters zerschlug sich dies und er schloss sich der Theatertruppe seines Vaters an. Am 7. Juni 1810 konnte er am Stadttheater von Birmingham als Orestes in der Tragödie „The distrest Mother“ (Ambrose Philips) debütieren; einer Adaption von Jean Racines Andromaque.
Anlässlich eines Streit über die finanzielle Situation verließ Macready 1814 das Ensemble seines Vaters und wurde anschließend an ein Theater nach Dublin engagiert. Macreadys Schauspielkunst orientierte sich an Vorbildern wie Edmund Kean John Philip Kemble, fand aber sehr bald zu einem eigenen unverwechselbaren Stil.
Seinen künstlerischen Durchbruch erzielte Macready 1818 in der Hauptrolle von Isaac Pococks Rob Roy; einer Dramatisierung von Walter Scotts gleichnamigen Roman.
Später wechselte Macready an das Stadttheater von Edinburgh und 1816 wurde er ans Royal Opera House (Covent Garden) engagiert. Ab 1823 sah man ihn am Drurylane-Theater. In diesem Jahr heiratete Macready in London Catherine Frances Atkins und hatte mit ihr mehrere Kinder.
Neben wichtigen Stücken von Shakespeare trat Macready auch in anderen Stücken auf; beispielsweise war er am 11. Mai 1825 in der Hauptrolle von James Sheridan Knowles’ William Tell zu sehen. Im Frühjahr 1826 unternahm Macready eine Tournee in die USA und 1828 eine längere Gastspielreise nach Paris.

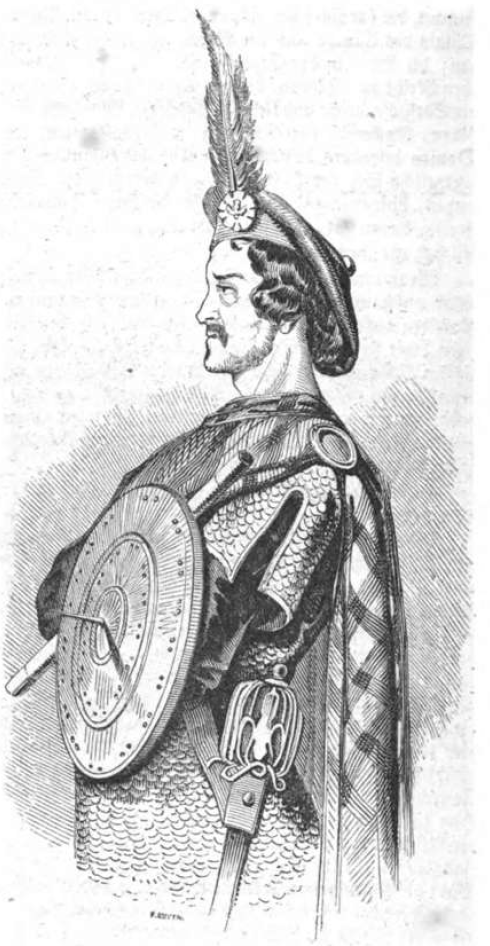
Macready als 'Macbeth'

Zwischen 1837 und 1839 betraute man Macready mit der Leitung von Covent Garden und 1841 übernahm er für zwei Jahre die Direktion des Drury-Lane-Theaters. Gerade als Theaterdirektor war Macready maßgeblich an der Rettung des Shakespeare’schen Dramas beteiligt. Er arbeitete, soweit es ihm möglich war, mit den Urtexten und hatte auch als Schauspieler mit Shakespeare große Erfolge. Hamlet, Lear und Macbeth waren in diesen Jahren seine größten Erfolge.
Außerdem setzte er sich auch für eine Modernisierung des englischen Dramas ein und brachte bereits 1837 Robert Brownings Strafford auf die Bühne. Im darauffolgenden Jahr ließ er Bulwers Lady of Lyons and Richelieu inszenieren. Am 10. Juni 1838 gab Macready Shakespeares Henry V. Dazu schuf der Maler Clarkson Stanfield die Bühnenbilder und bei der ersten Aufführung waren Edward Bulwer-Lytton, Charles Dickens, John Forster, Daniel Maclise und William Johnson Fox und andere Freunde Macreadys und Stanfields anwesend.
1843 folgte eine zweite Gastspielreise nach New York und 1848/49 eine dritte. Dort konnte Macready ebenfalls mit Shakespeare-Charakteren große Erfolge erzielen, was ihm aber die erbitterte Feindschaft des Schauspielers Edwin Forrest einbrachte. Dieser inszenierte anlässlich eines Auftritts von Macready 1849 im Astor Opera House einen Skandal. Mit Freunden zusammen störte Forrest diese Theateraufführung, welche sich sehr schnell zu tumultartigen Handgreiflichkeiten auswuchs. Diese wuchsen sich aus und am Ende waren über 20 Tote zu beklagen. Heute noch bekannt ist dieses Ereignis als Astor Place Riot.
Nach seiner Rückkehr trat Macready wieder am Drury-Lane-Theater auf.
Am 26. Februar 1851 gab er dort mit „Macbeth“ seine Abschiedsvorstellung. Er zog sich ins Privatleben zurück. 1852 starb seine Ehefrau Catherine. In den folgenden Jahren arbeitete Macready weiter an Shakespeare-Texten und heiratete 1860 in Cheltenham Cecile Louis Spencer und hatte mit ihr einen Sohn; den späteren General Nevil Macready. Eine Woche vor seinem 80. Geburtstag verstarb William Charles Macready am 27. April 1873.
Seine Tochter aus erster Ehe Catherine Macready (1834–1869) wurde eine namhafte Dichterin.
Der Schauspieler George Macready (1899–1973) behauptete, ebenfalls ein Nachfahre William Charles Macreadys zu sein.

## Rollen (Auswahl)
- Richard III. (Richard III., William Shakespeare)
- William Tell (William Tell, James Sheridan Knowles)
- Rob Roy (Rob Roy, Isaac Potock)
- Werner (Werner, George Gordon Byron)
- Sardanapalus, (Sardanapalus, George Gordon Byron)
- King Lear (König Lear, William Shakespeare)
- Antonius, (Antonius und Cleopatra, William Shakespeare)

## Werke
- Macready’s Reminiscences, and Selections from his Diaries and Letters, hrsg. von Sir Frederick Pollock, New York: Harper & Brothers 1875 (Google Books)
- The Diaries of William Charles Macready 1833–1851, Band 1, 1833–1839, hrsg. von William Toynbee, New York: G. P. Putnam’s Sons 1912 (Digitalisat)
- The Diaries of William Charles Macready 1833–1851, Band 2, 1839–1851, hrsg. von William Toynbee, New York: G. P. Putnam’s Sons 1912 (Digitalisat)